# Veronika Martinek
Veronika Martinek (Ústí nad Labem, 3 april 1972) is een voormalig tennisspeelster uit Duitsland, geboren in Tsjechië. Zij speelde haar eerste wedstrijd in 1987 en beëindigde haar carrière in 2001. Haar hoogste ranking in het enkelspel is 49e, op 25 maart 1991.
Martinek won op de WTA-tour één toernooi in het enkelspel. In 1990 versloeg zij in São Paulo de Amerikaanse Donna Faber. In 1991 bereikte zij opnieuw de finale in dit toernooi, maar verloor ditmaal van landgenote Sabine Hack. Haar beste prestatie op een grandslamtoernooi is de derde ronde op Roland Garros in 1995.
In het dubbelspel won zij één titel op de WTA-tour. In 1993 won zij in Curitiba, samen met Sabine Hack, van het Braziliaanse duo Cláudia Chabalgoity en Andrea Vieira.

## Posities op deWTA-ranglijst
Positie per einde seizoen:
| jaar | rang enkelspel | rang dubbelspel |
| ---- | -------------- | --------------- |
| 2000 | 512            | –               |
| 1999 | 531            | –               |
| 1998 | 448            | –               |
| 1997 | 138            | 726             |
| 1996 | 143            | 140             |
| 1995 | 79             | 164             |
| 1994 | 86             | 240             |
| 1993 | 131            | 162             |
| 1992 | 61             | 150             |
| 1991 | 64             | –               |
| 1990 | 63             | 533             |
| 1989 | 160            | 440             |
| 1988 | 118            | 326             |
| 1987 | 392            | 196             |

## Palmares
| Legenda                |
| ---------------------- |
| Grandslamtoernooi      |
| Olympische Spelen      |
| Year-End Championships |
| Tier I                 |
| Tier II                |
| Tier III               |
| Tier IV & V            |

### WTA-finaleplaatsen enkelspel
| nr.              | finale     | toernooi      | ondergrond | tegenstandster | score    |         |
| ---------------- | ---------- | ------------- | ---------- | -------------- | -------- | ------- |
| gewonnen finales |            |               |            |                |          |         |
| 1.               | 1990-12-02 | WTA São Paulo | gravel     | Donna Faber    | 6-2, 6-4 | details |
| verloren finales |            |               |            |                |          |         |
| 1.               | 1991-12-08 | WTA São Paulo | gravel     | Sabine Hack    | 3-6, 5-7 | details |

### WTA-finaleplaatsen vrouwendubbelspel
| nr.              | finale     | toernooi     | ondergrond | partner     | tegenstandsters                   | score    |         |
| ---------------- | ---------- | ------------ | ---------- | ----------- | --------------------------------- | -------- | ------- |
| gewonnen finales |            |              |            |             |                                   |          |         |
| 1.               | 1993-10-31 | WTA Curitiba | gravel     | Sabine Hack | Cláudia Chabalgoity Andrea Vieira | 6-2, 7-6 | details |
| verloren finales |            |              |            |             |                                   |          |         |
| geen             |            |              |            |             |                                   |          |         |

## Resultaten grandslamtoernooien
| Legenda | Legenda                          |
| ------- | -------------------------------- |
| g.t.    | geen toernooi gehouden           |
| l.c.    | lagere categorie                 |
| –       | niet deelgenomen                 |
| G       | uitgeschakeld in de groepsfase   |
| 1R      | uitgeschakeld in de eerste ronde |
| 2R      | uitgeschakeld in de tweede ronde |
| 3R      | uitgeschakeld in de derde ronde  |
| 4R      | uitgeschakeld in de vierde ronde |
| KF      | uitgeschakeld in de kwartfinale  |
| HF      | uitgeschakeld in de halve finale |
| F       | de finale verloren               |
| W       | het toernooi gewonnen            |
| w-v     | winst/verlies-balans             |

### Enkelspel
| Toernooi        | 1989 | 1990 | 1991 | 1992 | 1993 | 1994 | 1995 | 1996 |
| --------------- | ---- | ---- | ---- | ---- | ---- | ---- | ---- | ---- |
| Australian Open | 1R   | –    | 2R   | 1R   | 2R   | 1R   | 2R   | 1R   |
| Roland Garros   | 1R   | –    | 2R   | 2R   | 1R   | –    | 3R   | 2R   |
| Wimbledon       | –    | 1R   | 1R   | 1R   | 1R   | 1R   | 1R   | 1R   |
| US Open         | –    | –    | –    | –    | 1R   | 1R   | 1R   | –    |

### Vrouwendubbelspel
| Toernooi        | 1993 | 1994 |    | 1997 |
| --------------- | ---- | ---- | -- | ---- |
| Australian Open | 1R   | 1R   | 1R |      |
| Roland Garros   | –    | –    | –  |      |
| Wimbledon       | –    | –    | –  |      |
| US Open         | –    | 1R   | –  |      |